# 鹽谷義孝
鹽谷義孝（塩谷 義孝、しおたに よしたか，1488年-1564年），日本戰國時期下野國鹽谷郡的國人武將。

## 略歷
鹽谷孝綱的嫡男，天文15年（1546年）10月19日，父親孝綱去世後繼承鹽谷家的家督。此時，弟弟孝信作為喜連川鹽谷氏的養子，並繼承喜連川鹽谷氏的家督，但義孝與孝信的關係開始惡化。不久，義孝迎娶宇都宮家的女子為正室，孝信則迎娶與宇都宮氏對立的那須氏家臣大關氏的女兒為妻。
義孝成為鹽谷家當主之後，由於要爭奪澤村城周圍的土地，造成鹽谷氏與那須氏的對立情形更為激烈，而義孝時代鹽谷側較佔有優勢。但力挺那須氏的弟弟孝信，在永祿7年（1564年）10月7日夜裡，率領16騎精鋭偷襲義孝的居城川崎城，並以先前寢返的木村和泉為內應，將在本丸就寢的義孝殺害。享年77。木村和泉為澤村城代，是深受義孝信賴的重臣。